# Puchar Azji U-23 w piłce nożnej 2024 (eliminacje)/Grupa D
W Grupie D eliminacji do Pucharu Azji U-23 2024 brały udział następujące zespoły:
- Bahrajn U-23
- Japonia U-23
- Pakistan U-23
- Palestyna U-23

## Stadiony
Na podstawie:
| Al-Muharrak       | Mapa miast-gospodarzy |
| ----------------- | --------------------- |
| Stad al-Muharrak  | Al-Muharrak           |
| Pojemność: 20 000 | Al-Muharrak           |
|                   | Al-Muharrak           |

## Tabela
| Reprezentacja  | M | W | R | P | Br+ | Br- | +/- | Pkt. |
| -------------- | - | - | - | - | --- | --- | --- | ---- |
| Japonia U-23   | 3 | 2 | 1 | 0 | 7   | 0   | +7  | 7    |
| Palestyna U-23 | 3 | 2 | 0 | 1 | 3   | 2   | +1  | 6    |
| Bahrajn U-23   | 3 | 1 | 1 | 1 | 3   | 2   | +1  | 4    |
| Pakistan U-23  | 3 | 0 | 0 | 3 | 2   | 11  | -9  | 0    |

## Wyniki
| 6 września 2023 17:30 CET | Bahrajn U-23 | 0:1(0:0)Raport | Palestyna U-23 · 90+1' (k) Qunbar | Stad al-Muharrak, Al-Muharrak Widzów: 317 Sędzia: Sadullo Gulmurodi |
|                           |              |                |                                   |                                                                     |

| 6 września 2023 20:30 CET | Japonia U-23 · Nishio 11' · Mito 43', 64' · Hosoya 45+2', 51' (k) · Fujita 59' (k) | 6:0(3:0)Raport | Pakistan U-23 | Stad al-Muharrak, Al-Muharrak Widzów: 101 Sędzia: Yudi Nurcahya |
|                           |                                                                                    |                |               |                                                                 |

| 9 września 2023 17:30 CET | Pakistan U-23 · Ghazi 71' | 1:3(0:1)Raport | Bahrajn U-23 · 25', 49' Haider · 50' Abdulkarim | Stad al-Muharrak, Al-Muharrak Sędzia: Gede Raharja |
|                           |                           |                |                                                 |                                                    |

| 9 września 2023 20:30 CET | Palestyna U-23 | 0:1(0:1)Raport | Japonia U-23 · 23' Fujio | Stad al-Muharrak, Al-Muharrak Sędzia: Saeed Al-Marzooqi |
|                           |                |                |                          |                                                         |

| 12 września 2023 17:30 CET | Japonia U-23 | 0:0(0:0)Raport | Bahrajn U-23 | Stad al-Muharrak, Al-Muharrak Sędzia: I Gede Selamet Raharja |
|                            |              |                |              |                                                              |

| 12 września 2023 20:30 CET | Palestyna U-23 · Alnabrisi 90+10', 90+16' | 2:1(0:0)Raport | Pakistan U-23 · 53' Hamid | Stad al-Muharrak, Al-Muharrak Sędzia: Saeed Al-Marzooqi |
|                            |                                           |                |                           |                                                         |

## Strzelcy

### 2 gole
- Sayed Jawad Haider
- Mao Hosoya
- Shunsuke Mito
- Khaled Alnabrisi

### 1 gol
- Hussein Abdulkarim
- Joel Chima Fujita
- Shota Fujio
- Ryuya Nishio
- Zaid Qunbar
- Alamgir Ghazi
- Harun Hamid